# Heinrich Höflich

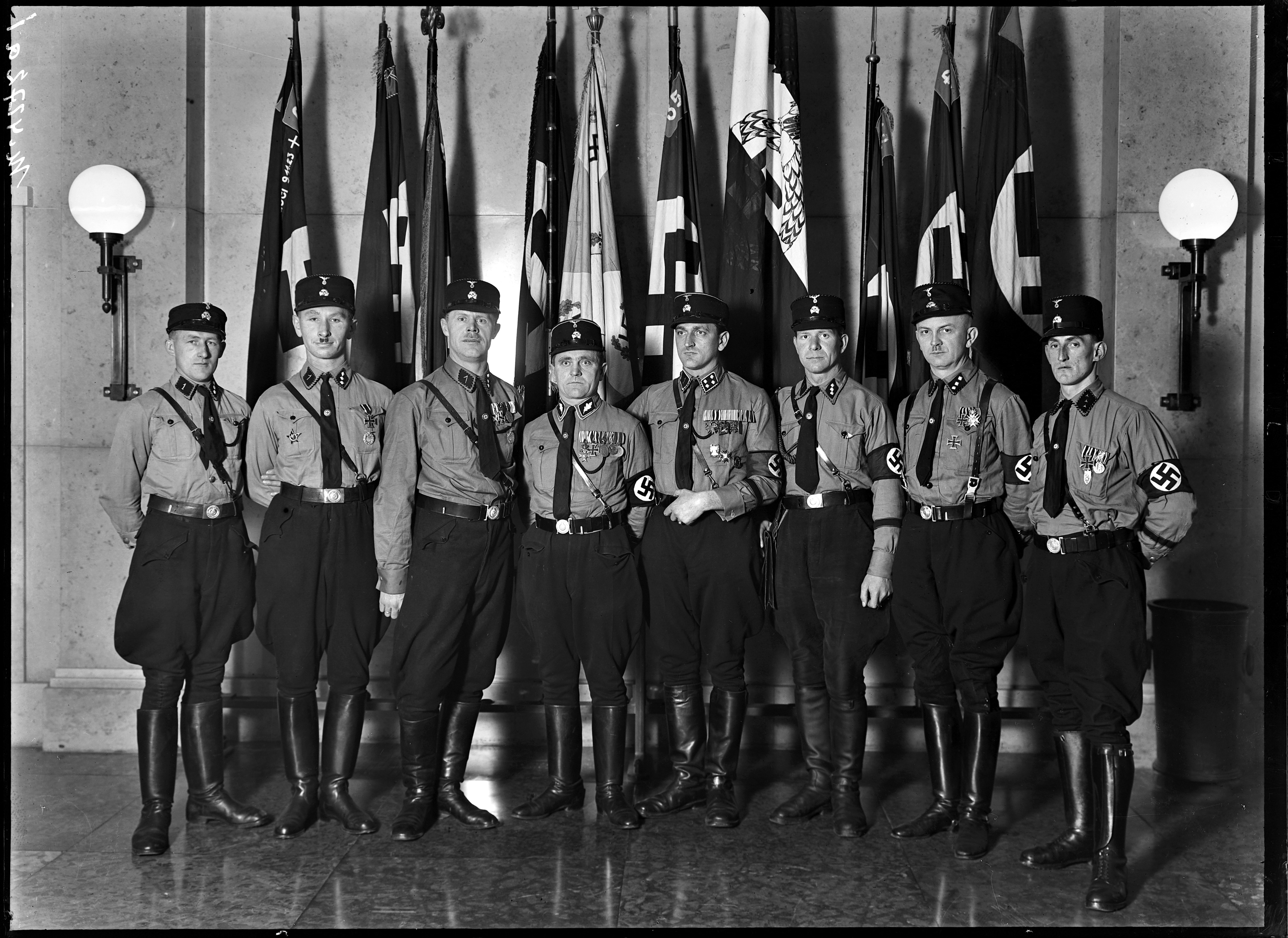
SS-Führer der Standarte I München vor dem „Sturmfahnen“ (Fahnen-Halle mit alten Fahnen und Standarten der NSDAP) im „Braunen Haus“ um 1931–1932, Heinrich Höflich, 4. v. l.

Heinrich Höflich (* 13. Mai 1895 in Leonhardsbuch; † 5. Juli 1983) war ein deutscher SS-Führer.

## Leben und Wirken
Nach dem Schulbesuch arbeitete Höflich in der Landwirtschaft. Seit 1915 nahm er mit der Bayerischen Armee am Ersten Weltkrieg teil, in dem er mit dem 1. Schweren Reiterregiment in Russland kämpfte und in dem er unter anderem mit dem Bayerischen Verdienstkreuz und dem Eisernen Kreuz II. Klasse ausgezeichnet wurde.
Nach der Demobilisierung im Jahr 1919 gehörte Höflich noch bis 1920/21 der Landespolizei an. Anschließend verdiente er seinen Lebensunterhalt als Hilfsarbeiter, unter anderem in einer Spiritusbrennerei. Am 9. November 1923 nahm Höflich als Angehöriger der 2. Kompanie des Bundes Oberland am gescheiterten Hitlerputsch in München teil.
Zum 1. September 1927 trat Höflich in die NSDAP ein (Mitgliedsnummer 71.058). 1928 wurde er auch Mitglied der SS (SS-Nummer 1.089). Um 1928 begann Höflich als Kraftfahrer für den Franz-Eher-Verlag zu arbeiten, für den er Zeitungen, insbesondere den Völkischen Beobachter, an Großabnehmer (Zeitungsstände, Tabakläden usw.) verteilte.
Vom 18. September 1929 bis zum 10. Februar 1933 führte Höflich als Nachfolger von Sepp Dietrich die in München stationierte 1. SS-Standarte. Am 3. August 1932 schlug er Heinrich Trambauer zusammen, der ihm die Veruntreuung von Parteigeldern vorwarf. Dieser trug lebenslange Schäden davon.
Unmittelbar nach dem Machtantritt der Nationalsozialisten im Frühjahr 1933 wurde Höflich im Februar 1933 vom bayerischen NSDAP-Gauleiter Adolf Wagner als persönlicher Adjutant ausgewählt, eine Stellung, die er bis ins Jahr 1936 beibehalten sollte. Vom 30. November 1933 bis zum 23. Januar 1936 war Höflich außerdem als Führer z. b. V. dem SS-Oberabschnitt Süd zugeteilt. Am 9. November 1933 wurde Höflich als Veteran des Novemberputsches von 1923 mit dem Blutorden der NSDAP (Verleihungsnummer 163) ausgezeichnet.
Von 1936 bis 1938 war Höflich im Stab des SS-Oberabschnitts Süd tätig.
Am 20. Januar 1938 wurde Höflich von Reichsführer SS Heinrich Himmler wegen Korruption aus der SS ausgeschlossen. Grund hierfür war die Verwicklung Höflichs in die Finanzgeschäfte von Anton Karl vom Verband sozialer Baubetriebe. Aus der NSDAP war er bereits am 9. Januar 1938 auf Beschluss des Obersten Parteigerichts ausgeschlossen worden. Höflich bemühte sich später wiederholt um Wiederaufnahme in die SS und die NSDAP. Die Entscheidung der Partei-Kanzlei, ihn auf dem Gnadenweg wieder in die Partei aufzunehmen, erfolgte auf Fürsprache von Franz Xaver Schwarz jedoch erst im Frühjahr 1945.
Von 1938 bis 1939 arbeitete Höflich in verschiedenen untergeordneten Berufen, unter anderem als Lagerarbeiter. Bei Ausbruch des Zweiten Weltkrieges meldete er sich freiwillig zur Wehrmacht, in der er den Rang eines Oberfeldwebels erreichte.

## Beförderungen
- 11. Mai 1930: SS-Staffelführer/Standartenführer
- 3. Juli 1934: SS-Oberführer

## Archivarische Überlieferung
Im Bundesarchiv haben sich im Bestand des ehemaligen Berlin Document Center eine SS-Personalakte und eine Akte mit Parteikorrespondenz zu Höflich erhalten. Das Münchener Staatsarchiv verwahrt eine Prozessakte zu einer Klage von Höflich gegen die Ehefrau von Heinrich Trambauer im Jahr 1932 (Amtsgerichte 43.346) sowie die Akte zu Höflichs Spruchkammerverfahren aus der Zeit nach dem Zweiten Weltkrieg (Spruchkammerakten Karton 724).